# Theodōros Livanios
Theodōros Livanios (in greco Θεόδωρος Λιβάνιος?; Eleusi, 1977) è un politico greco della  Nuova Democrazia.

## Biografia
È nato ad Eleusi nel 1977 e si è laureato presso il Dipartimento di Informatica e Telecomunicazioni dell'Università Nazionale Capodistriana di Atene, conseguendo successivamente un master in Gestione della qualità e della tecnologia presso l'Università Charokopeio di Atene.
A partire dal 2010 è stato consulente speciale del Ministero dell'interno, del decentramento e della governance digitale, lavorando alla stesura del programma Callicrate oltre che ad una legge sulle spese elettorali per le elezioni locali e regionali. Tra il 2011 e il 2014 è stato Segretario generale del Comune di Atene mentre nel 2014 è stato nominato Segretario generale del Ministero della riforma amministrativa e della governance digitale. Dal 2016 al 2019 è stato direttore informatico del partito Nuova Democrazia ed è stato responsabile della campagna digitale per le elezioni europee e parlamentari del 2019.
Nel primo governo di Kyriakos Mītsotakīs è stato Viceministro dell'autogoverno e delle elezioni presso il Ministero dell'interno, poi Sottosegretario al Primo ministro e infine Viceministro delle telecomunicazioni e del catasto presso il Ministero della governance digitale. Con la formazione del secondo governo Mītsotakīs è divenuto Viceministro dell'interno e poi, a partire dal 14 giugno 2024, Ministro dell'interno.